# Þverárhyrna (bergstopp i Island, lat 66,19, long -15,03)
Þverárhyrna är en bergstopp i republiken Island. Den ligger i regionen Norðurland eystra, 400 km nordost om huvudstaden Reykjavík. Toppen på Þverárhyrna är 386 meter över havet.
Närmaste större samhälle är Þórshöfn, omkring 13 kilometer väster om Þverárhyrna.